# Thyroxin
Thyroxin (3,3',5,5'-Tetraiod-L-thyronin, kurz T4), wie lateinisch Glandula thyr[e]oidea und Thyreoidea, „Schilddrüse“, von altgriechisch θυρεοειδής thyreoeidḗs ‚schildartig‘, ist ein Hormon, das in der Schilddrüse von Säugetieren gebildet wird.
Thyroxin ist eine nicht-proteinogene α-Aminosäure mit der Summenformel C15H11I4NO4. Thyroxin, entstehend durch Iodierung aus der Aminosäure Tyrosin, ist das Prohormon zu Triiodthyronin, kurz T3 (drei Iodatome im Molekül). Diese Schilddrüsenhormone sind essentiell für den Energiestoffwechsel sowie wichtige Partner für viele andere Hormone wie z. B. Insulin, Glukagon, Somatotropes Hormon und Adrenalin. Das übergeordnete Regelhormon ist das Thyreoidea-stimulierende Hormon (TSH).
Thyroxin ist chiral. Der Naturstoff ist L-Thyroxin [Synonym: (S)-Thyroxin]. Wenn im folgenden Text und in der wissenschaftlichen Literatur „Thyroxin“ ohne weiteren Namenszusatz (Präfix) aufgeführt wird, ist stets L-Thyroxin gemeint.

## Geschichte, Isolierung und Synthese
Edward Calvin Kendall isolierte 1914 erstmals Thyroxin aus getrockneten Schilddrüsenpräparaten. Charles Robert Harington charakterisierte und synthetisierte es erstmals 1926. Im gleichen Jahr wurde Thyroxin von Georg Friedrich Henning zur Behandlung von Schilddrüsenleiden unter dem Namen „Thyroxin Henning“ auf den Markt gebracht.

## Chemische Eigenschaften

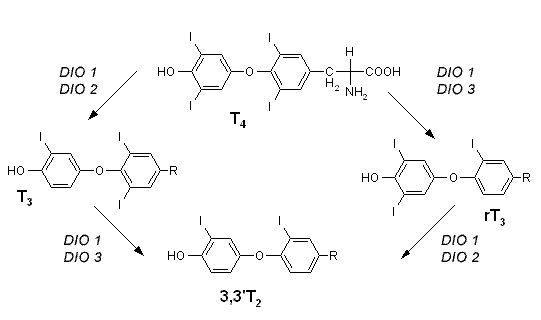
T_{4}: Thyroxin
T_{3}: 3,3′,5-Triiod-L-thyronin
rT_{3}: 3,3′,5′-Triiod-L-thyronin
3,3′T_{2}: 3,3′-Diiod-L-thyronin

Das Thyroxin-Molekül enthält vier Iod-Atome (Tetraiodthyronin), daher auch die Bezeichnung T4. Thyroxin hat im Körper – an Thyroxin-bindendes Globulin gebunden – eine Halbwertszeit von etwa acht Tagen.

## Analytik
Zum Nachweis von Thyroxin im Serum und zur Therapiekontrolle stehen enzymimmunologische und radioimmunologische Verfahren zur Verfügung. Auch die Kopplung der HPLC mit der Massenspektrometrie findet für spezielle analytische Fragestellungen Verwendung.

## Therapeutische Anwendung
Thyroxin wird zur Behandlung der Schilddrüsenunterfunktion (Hypothyreose) gebraucht. Patienten mit dieser Krankheit brauchen in der Regel einen lebenslangen Hormonersatz. Dabei wird Thyroxin als Tablette klassischerweise nüchtern mindestens 30 Minuten vor dem Frühstück oder alternativ frühestens zwei Stunden nach der letzten Nahrungsaufnahme eingenommen, um die Bioverfügbarkeit bzw. die Aufnahme des tendenziell schlecht resorbierbaren Hormons im Darm zu optimieren. Die Dosis liegt beim Menschen meist zwischen 12,5 µg und 200 µg pro Tag. Für die Behandlung des schweren hypothyreoten Komas gibt es auch eine intravenöse Form von Thyroxin.
Neben seiner Anwendung bei der Hypothyreose kann man Thyroxin in Ergänzung einer ausreichenden Iodversorgung zur Behandlung eines Kropfes (Struma) einsetzen. Ferner dient die Thyroxingabe zur Suppression des thyreotropen Regelkreises – entweder diagnostisch bei der Suppressionsszintigrafie oder therapeutisch bei resezierten bösartigen Schilddrüsentumoren zur Verhinderung von Rezidiven.
Bei der Schilddrüsenüberfunktion (Hyperthyreose) ist die Gabe von Thyroxin kontraindiziert. Die Kombination von Thyroxin mit Thyreostatika (block and replace) zur Behandlung der Schilddrüsenüberfunktion gilt als überholt.
Thyroxin wird missbräuchlich auch als Schlankheitspille eingesetzt. Für diese Indikation besteht weder eine Zulassung noch ein Wirknachweis. Zwar kann die Gabe von Schilddrüsenhormon den Energieumsatz erhöhen, dieses kann aber über eine erhöhte Nahrungsaufnahme ausgeglichen werden. Zudem begünstigen Schilddrüsenhormone bei Überdosierung eine Insulinresistenz, das Herz-Kreislauf-System wird stärker beansprucht, insbesondere bei Frauen nach der Menopause steigt das Osteoporoserisiko. Ebenfalls kann die Überdosierung zu Schlaflosigkeit führen. Auch Todesfälle sind bekannt.
Thyroxin und Triiodthyronin haben ferner einen Stellenwert in der Wirkungsverstärkung und Phasenprophylaxe zur Behandlung von Depressionen.
Bei einer Einnahme von Thyroxin beziehungsweise Thyronin sollte der Thyreotropin-Wert (TSH) regelmäßig überwacht werden. Dies gilt insbesondere in der Einstellungsphase sowie bei Dosisänderungen.
Thyroxinpräparate unterschiedlicher Hersteller können sich in ihrer Bioverfügbarkeit erheblich unterscheiden, weshalb ein Wechsel des Handelspräparats nicht empfehlenswert ist, wenn das bisherige Präparat vertragen wird.
Umfangreiche Untersuchungen zur Pharmakoepidemiologie von Thyroxinpräparaten wurden vom Robert Koch-Institut vorgelegt. Thyroxin gehört zu den fünf weltweit am häufigsten verordneten Medikamenten.

## Handelsnamen
in alphabetischer Reihenfolge
Monopräparate
Als Tabletten:
Berlthyrox (D), Eferox (D), Eltroxin (CH), Euthyrox (A, CH, D, I), Eutirox (D), L-Thyrox (D), L-Thyroxin (D), Levothyroxin (A, D), Prothyreo (D), Tirosint (CH), Thyrex (A)
Als Tropfen:
Eferox (D), L-Thyroxin (D), Levothyroxin (D)
Kombinationspräparate
Mit Triiodthyronin:
Novothyral (A, CH, D), Prothyrid (D), Thyreocomb (D)
Mit Kaliumiodid:
Eferox Jod (D), Jodthyrox (D, A), L-Thyrox Jod (D), L-Thyroxin Jod (D), Thyronajod (D)